# Рангітото (острів)
Рангітото (англ. Rangitoto Island; маор. Ngā Rangi-i-totongia-a Tama-te-kapua) — вулканічний острів у затоці Гауракі поблизу Окленда, Нова Зеландія. Острів шириною 5,5 км — це симетричний конус щитового вулкана, увінчаний центральними конусами шлаку, що досягає висоти 260 м. Рангітото є наймолодшим і найбільшим з приблизно 50 вулканів Оклендського вулканічного поля, яке вивергалося у дві фази приблизно в 1450 та 1500 роках нашої ери і займало площу 23,1 км² (2311 га). Він відділений від материкової частини північного узбережжя Окленда протокою Рангітото. Після Другої світової війни він був з'єднаний дамбою з набагато давнішим, невулканічним островом Мотутапу.
Rangitoto з мови маорі означає «криваве небо», ця назва походить від повної фрази Ngā Rangi-i-totongia-a Tama-te-kapua («Дні кровотечі Тама-те-капуа»). Тама-те-капуа був капітаном Арава-вака (каное) і був важко поранений на острові після поразки в битві з племенем таїнуї в затоці Іслінгтон.

## Геологія

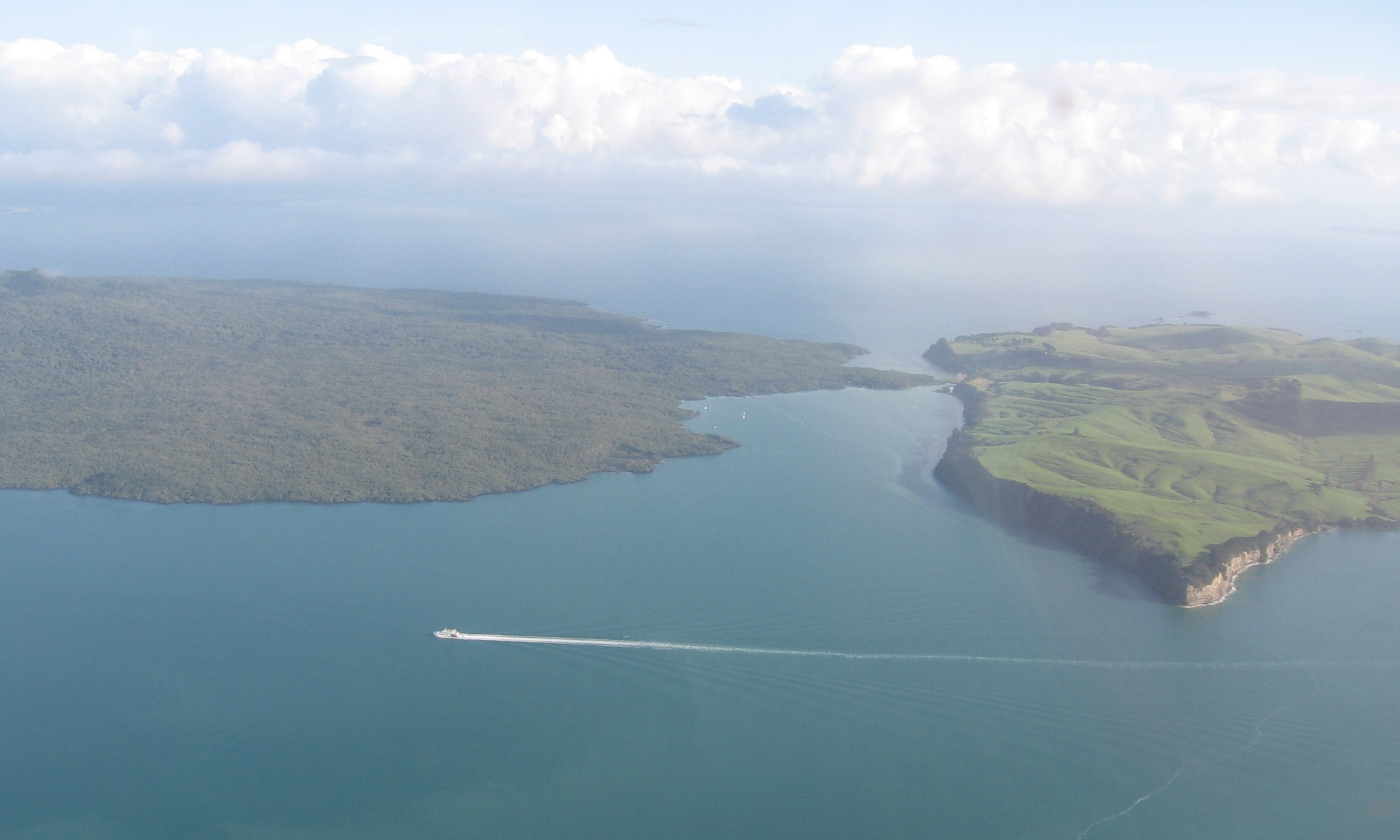
Тонкий сухопутний міст між островом Рангітото (ліворуч) і островом Мотутапу, вид з повітря

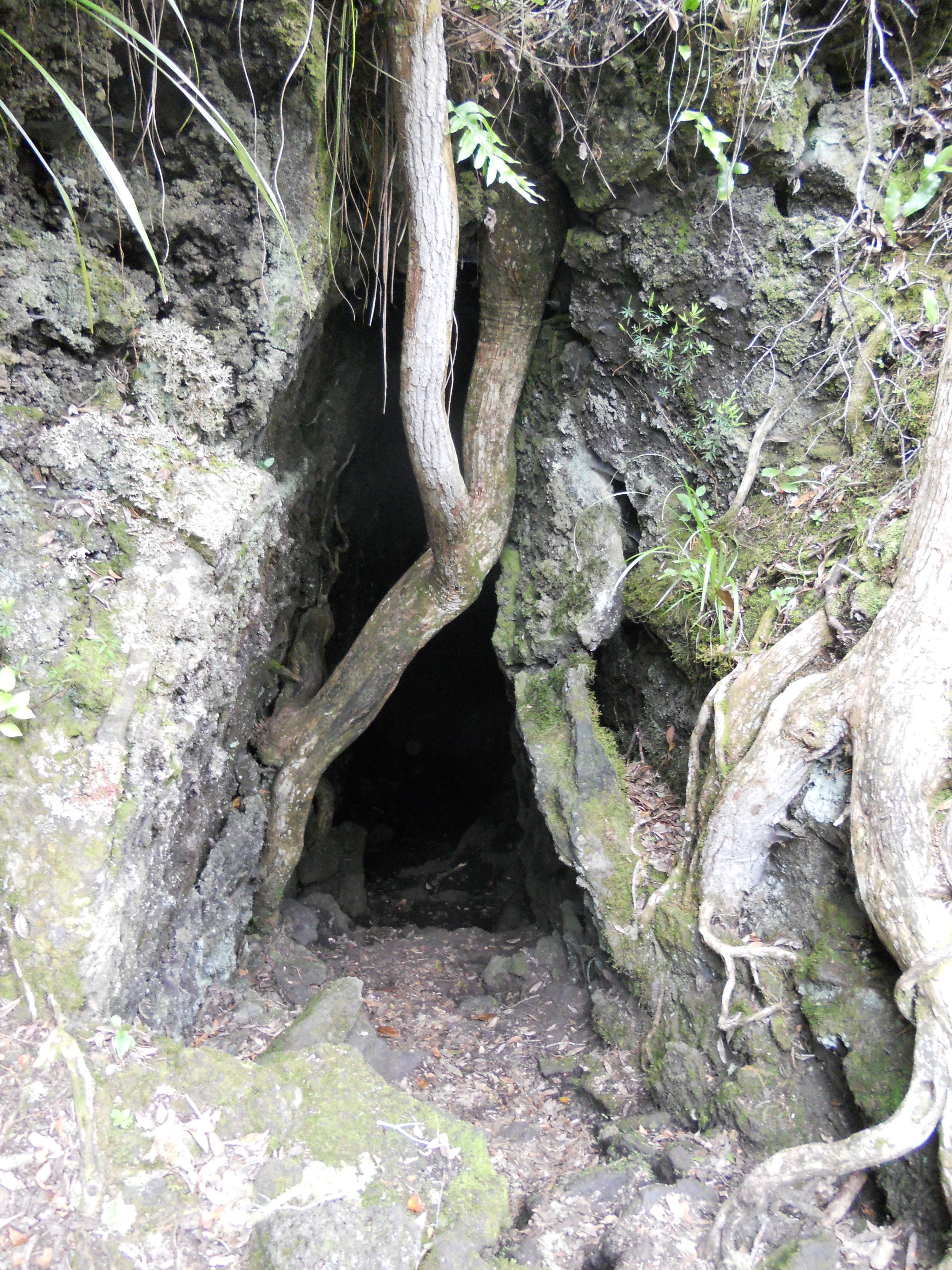
Отвір до лавової труби в Рангітото, частково закритий деревом

Рангітото утворився під час двох фаз вивержень, які, можливо, тривали лише 5–10 років, приблизно 600 років тому. Перша частина послідовності вивержень, датована радіовуглецевими методами приблизно 554 роками тому (1450 ± 7 років н. е.) спочатку була вологою та спричинила сплески вулканічного попелу, який вкрив сусідній острів Мотутапу матеріалами виверження лужного олівінового базальту, отриманих із області північного конуса. Пізніша частина виверження, датована приблизно 505 роки тому (1520 ± 5 років н. е.), була сухою і склала більшу частину Рангітото, вивергаючи всі сублужні потоки базальтової лави щита та південного конуса шлаку на вершині, які переважно поховали північний конус. 2,3 км³ матеріалу, який вивергся з вулкана, майже дорівнює сумарній масі, утвореній усіма попередніми виверженнями на вулканічному полі Окленда, які тривали майже 200 000 років.

### Еруптивна історія
У 2013 році вчені з Оклендського університету повідомили, що Рангітото був набагато активнішим у минулому, ніж вважалося раніше, припускаючи, що він був активним протягом приблизно 1000 років до остаточних вивержень, які відбулися приблизно 600 років тому. Це твердження було засновано на розпізнаванні ряду горизонтів крихітних осколків вулканічного скла, які, здавалося б, вивергалися з Рангітото, в осадових кернах озера Пупуке. Щоб перевірити цю гіпотезу, у лютому 2014 року на західному схилі Рангітото була пробурена свердловина глибиною 150 м. Жодних доказів цих гіпотетичних невеликих вивержень за 1000 років до основного виверження Рангітото не було знайдено. Проте вчені університету виділили тонкий потік базальтової лави в морських відкладеннях віком 6000 років і припустили, що це було навіть більш раннє виверження Рангітото. Представники служби цивільної оборони заявили, що відкриття не зробило життя в Окленді більш небезпечним, але змінило їхнє бачення того, як може відбуватися виверження. Ці сенсаційні результати досліджень були суперечливими та визнані не всіма геологами. У 2018 році багато хто з початкової групи геологів Оклендського університету повідомили про свої останні дослідження та переосмислення доказів і дійшли висновку, що Рангітото вивергався лише один раз, приблизно 600 років тому, можливо, у дві фази. Тонкий потік лави в осадових відкладеннях віком 6000 років у буровому керні Рангітото має точно такий же хімічний склад, як і найнижчі/найдавніші потоки щитового вулкана з серцевиною вище, і нещодавно було доведено, що він також має такий самий U-Th-Ra підпис, і обидва виверження і затвердіння відбулися практично одночасно. Таким чином, тонкий «потік», ймовірно, є базальтовою лавою, яка вторглася в м'який осад морського дна, коли щитовий вулкан почав формуватися. Це схоже на ситуацію, що спостерігається на узбережжі біля скелі Королеви Вікторії, поблизу маяка Рангітото, де потоки лави врізалися в м'який осад морського дна, піднявши принаймні одну осадову плиту до рівня припливу. Таким чином, досі не знайдено жодних доказів на підтримку гіпотез про попередні виверження Рангітото між 620 і 8000 роками тому. Цілком можливо, що Рангітото поховав менший і набагато старший і не пов'язаний з ним вулкан ця точка зору, можливо і підтвердиться, але точно не підтверджена нещодавніми дослідженнями мікрокопалин із морських відкладень, отриманих з-під Рангітото в стратиграфічній свердловині.

### Структура

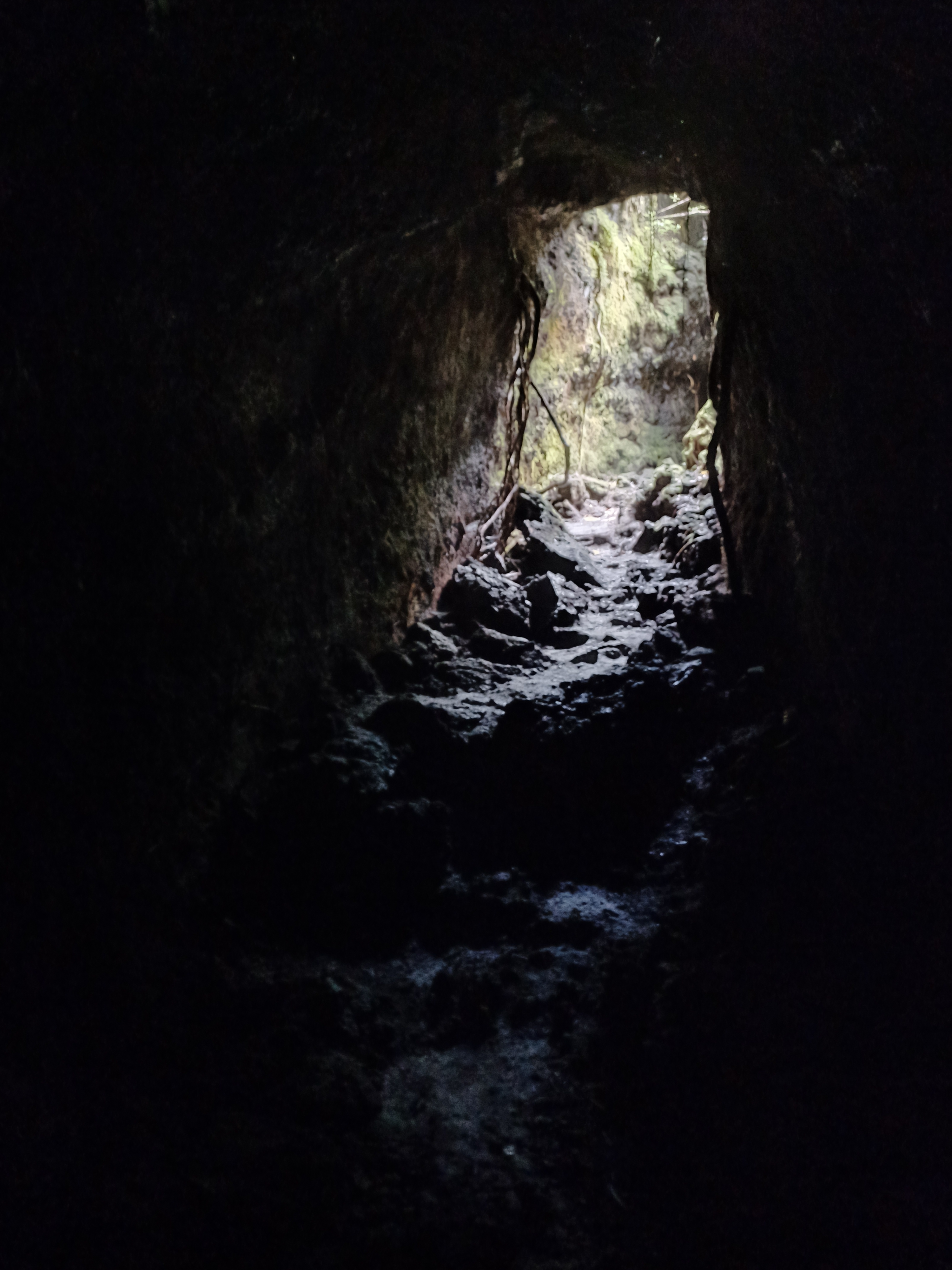
Вид зсередини однієї з печер

Південний конус вулкана Рангітото з його власним кратером, ймовірно, ховає північний вибуховий кратер та туфове кільце, утворене під час ранньої вологої фази виверження в затоці Вейтемата. Зовні Рангітото має форму круглого пологого щита, що складається з численних лавових потоків які перекривають один одного. Центр вулкана закритий залишками набагато крутіших конусів шлаку, що складаються із пухкого шлаку, який був вивержений вогняним фонтануванням сухого типу з кількох отворів. Гравітаційні дослідження показують взаємозв'язок із розломом затоки Іслінгтон, який пролягає між островами Рангітото та Мотутапу, але який чітко зміщений приблизно на 3,5 км від жерла Рангітото на схід від розлому і що під південними конусами є ущільнення. Це разом із магнітними дослідженнями було інтерпретовано як показ затверділої внутрішньоконусної фідерної дайки як найбільш вірогідного пояснення маси під системою південного конуса та деякої похованої маси на північ від північного конуса, характер якої не може бути повністю змодельований, але є ймовірно, що це також фідерна дайка. На глибині більше 6 кілометрів у цьому моделюванні магма спочатку могла слідувати за розломом затоки Іслінгтон. Відведення магми назад у горло вулкана в кінці виверження призвело до невеликого осідання конусів шлаку. Це створило кільце, подібне до рову, навколо центральних конусів шлаку, через які проходить головна дорога до вершини Рангітото та надає характерну форму острову. У деяких частинах острова оголюються поля клінкерної чорної базальтової лави, де рослинність ще не покрила поверхню наймолодших потоків лави. Приблизно за 200 метрів від вершини гори зі східної сторони відвідувачі можуть пройти по ділянках двох лавових тунелів (труб) — печероподібних ходів, що залишилися після проходження рідкої лави. Більш доступні печери для туристів позначені вказівниками. Лавові тунелі утворюються, коли розплавлена лава з низькою в'язкістю, відома як пахоехое, тече та охолоджується зовні через контакт із землею та повітрям, утворюючи тверду кірку, яка дозволяє ще рідкій розплавленій лаві продовжувати текти всередині. У кількох місцях дах лавової труби обвалився, таким чином створюючи кілька різних входів в одну подовжену трубу. Для дослідження печер потрібен факел. Найдовша відома печера має довжину близько 120 м.

## Біологія

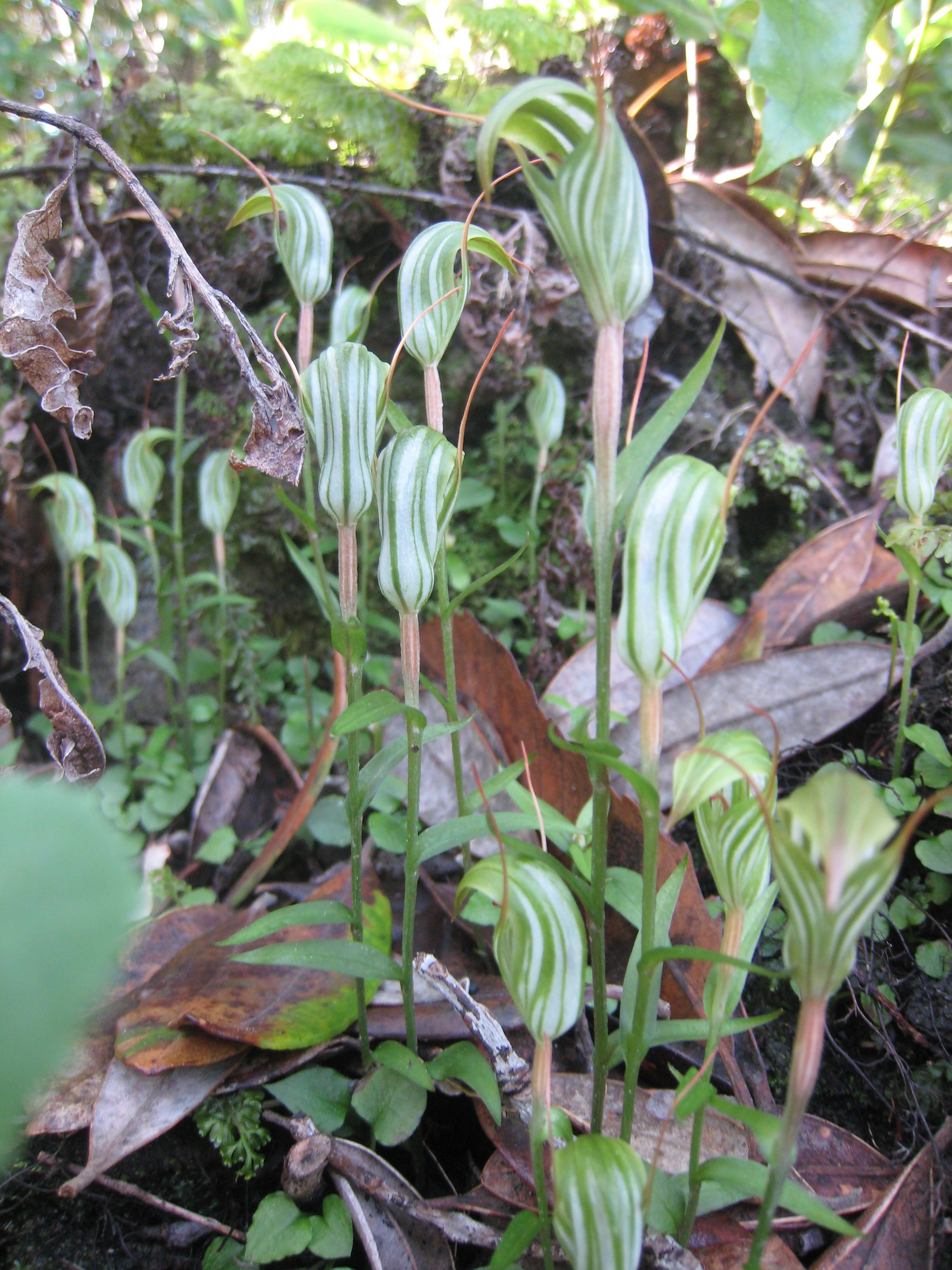
Pteridium esculentum, що росте на Рангітото

Оскільки на острові практично немає струмків, рослини отримують вологу від опадів. Тут є найбільший у світі ліс повстяного метросідеросу (Metrosideros excelsa), а також багато дерев північної рати (Metrosideros robusta). Загалом на острові росте понад 200 видів дерев та квітів, у тому числі кілька видів орхідей (Orchidaceae), а також більше 40 видів папоротей (Pteridophyta). На структуру рослинності острова вплинули відносно нещодавні виверження, утворивши щілини потоків лави, де ростуть дерева повстяний метросідерос.

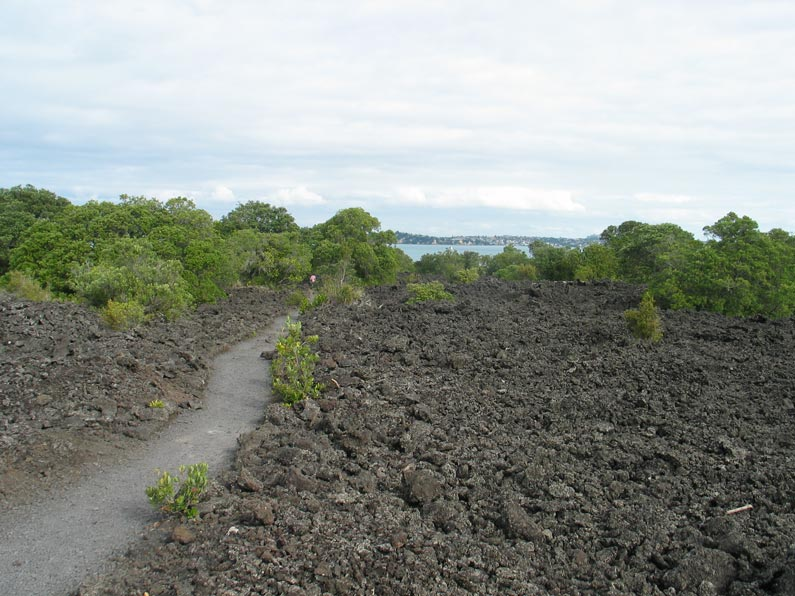
Лавове поле з доріжкою та рослинністю, що поширюється

Острів вважається особливо значущим, тому що на ньому видно всі етапи розвитку біорізноманіття від полів сирої лави до проростання чагарників і рідколісся. Оскільки лавові поля не містять типового ґрунту, поживні речовини, що переносяться вітром та повільні процеси руйнування місцевої флори все ще перебувають у процесі перетворення острова на більш придатну для життя територію для більшості рослин (приклад первинної сукцесії), що є однією з причин, чому місцеві ліси відносно молоді і ще не можуть підтримувати велику популяцію птахів. Проте нестор білоголовий (Nestor meridionalis), ендемічний папуга (Psittaciformes) Нової Зеландії, вважається, що жили на острові і в доєвропейські часи.
Кози були присутні на Рангітото у великій кількості ще з середини 19 століття і збереглися до 1880-х років. Лані (Dama) були завезені на сусідній Мотутапу в 1862 році і поширилися на Рангітото, але зникли до 1980-х років. Щіткохвостий наскельний валабі (Petrogale penicillata) був завезений на Мотутапу в 1873 році, і поширився на Рангітото до 1912 року, а опосум щіткохвостий (Trichosurus vulpecula) був завезений у 1931 році та знову в 1946 році. Обидва були знищені під час кампанії з 1990 по 1996 роки за допомогою фторацетату натрію або 1080, отрути ціаніду та собак. Кампанія знищення інвазивних видів в навколишньому середовищі Нової Зеландії не мала значного впливу на різноманіття та чисельність видів птахів через присутність інших хижаків.
Горностаї (Mustela erminea), кролики (Oryctolagus cuniculus), миші (Mus musculus), пацюки (Rats), коти (Felis silvestris catus) та їжаки (Erinaceus europaeus) залишалися проблемою на острові, але Департамент охорони природи (DOC) мав на меті викорінити їх, починаючи з отруєння чорних пацюків (Rattus rattus), сірих пацюків (Rattus norvegicus) і мишей і в серпні 2011 року і Рангітото, і сусідній острів Мотутапу були офіційно оголошені вільними від шкідників, причому на обох островах тепер також є популяції птахів тіко північний (Philesturnus rufusater) переміщених з території Північного острова.
Оскільки ця територія є заповідником, яким керує DOC (у партнерстві з племенами маорі Нгаї Таї та Нгаті Паоа), відвідувачі не можуть брати з собою собак чи інших тварин на острови.

## Історія

### Асоціація Маорі

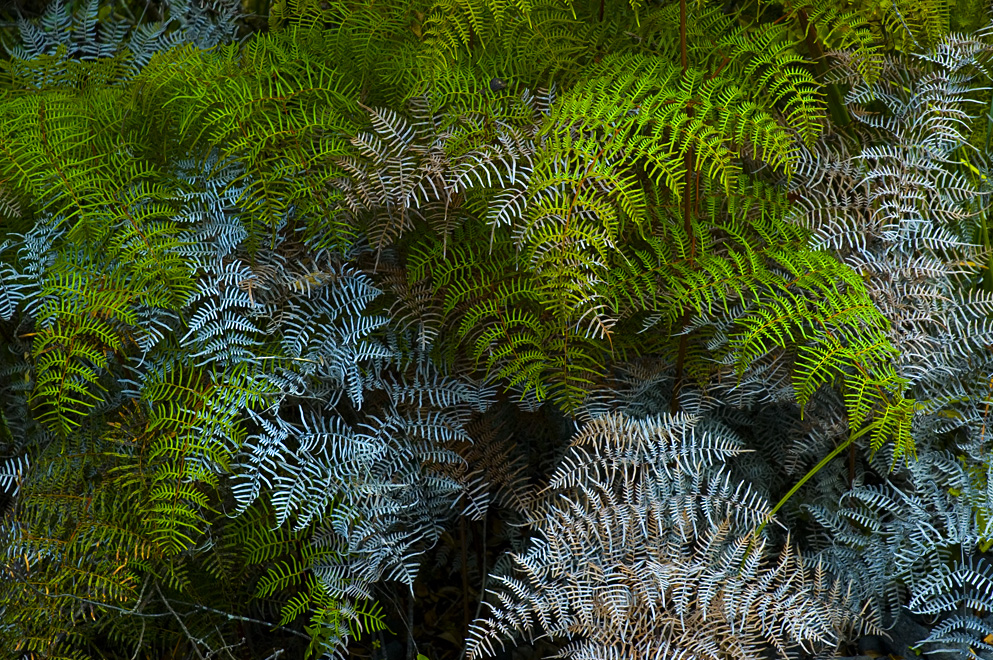
Папороть папороть, Pteridium esculentum, острів Рангітото

Виверження вулкана сталося в межах історичної пам'яті місцевих іві (племен) маорі. Сліди людини були знайдені між шарами вулканічного попелу Рангітото на прилеглому острові Мотутапу. Нгаї Таї був іві, який жив на Мотутапу, і вважає обидва острови своєю прабатьківщиною. Нгаті Паоа також має зв'язки з Рангітото.
Ім'я Rangitoto буквально означає «червоне небо» і пов'язане з традиційною історією битви між Тама-те-капуа, капітаном каное «Арава», і Хотуроа, капітаном каное «Таїнуї». Назва Ngā Rangi-i-totongia-a Tama-te-kapua («Дні кровотечі Тама-те-капуа») стосується того, як Тама-те-капуа був поранений під час бою. Вершини острова були відомі під назвами Ngā Pona Toru o Peretū («Три кісточки Перету») або Ngā Tuaitara o Taikehu («Спинні плавці Тайкеху»). Ngā Pona Toru o Peretū, яку часто скорочують до Перету, — це традиційна назва племені Нгаї Таї кі Тамакі для трьох вершин острова, яку дав Тайкеху, капітан каное «Таїнуї».
Рангітото пов'язаний з багатьма традиційними історіями та міфами. Одна стосується Тіріви (тезка традиційної назви хребтів Ваїтакере. Територія, традиційно відома маорі як Te Wao Nui o Tiriwa — «Великий ліс Тіріва»), вождя надприродного народу Турегу, який підняв Рангітото з Карекаре на західному узбережжі, щоб продемонструвати свою силу. Інші міфи включають пару «тупуа», дітей Богів Вогню. Після сварки та прокляття Махуїки, богині вогню, вони втратили свій дім на материку, оскільки він був зруйнований Матаохо, богом землетрусів і вивержень, за наказом Махуїки. Озеро Пупуке на Північному березі було створено в результаті руйнування, а Рангітото піднявся з моря. Тумани, що оточують Рангітото в певний час, називаються сльозами «тупуа» за їхнім колишнім домом.

### З часів європейської колонізації
Острів був придбаний Короною за 15 фунтів стерлінгів у 1854 році, на початку колонізації Нової Зеландії європейцями, і протягом багатьох років служив джерелом базальту для місцевої будівельної промисловості. У 1890 році він був відокремлений як рекреаційний заповідник і став улюбленим місцем одноденних мандрівників. Деякий промисловий розвиток острова все ж таки відбувся. У 1892 році на площі 20 000 м² було збудовано соляний завод біля затоки Маккензі. Причал і дорога до вершини були відкриті в 1897 році, а до 1900 року ще одна дорога з'єднала вершину з затокою Іслінгтон. Понад 30 років (з 1898 по 1930 рік) біля берегової лінії на західній стороні затоки Іслінгтон видобували шлак як будівельний матеріал для Окленда.

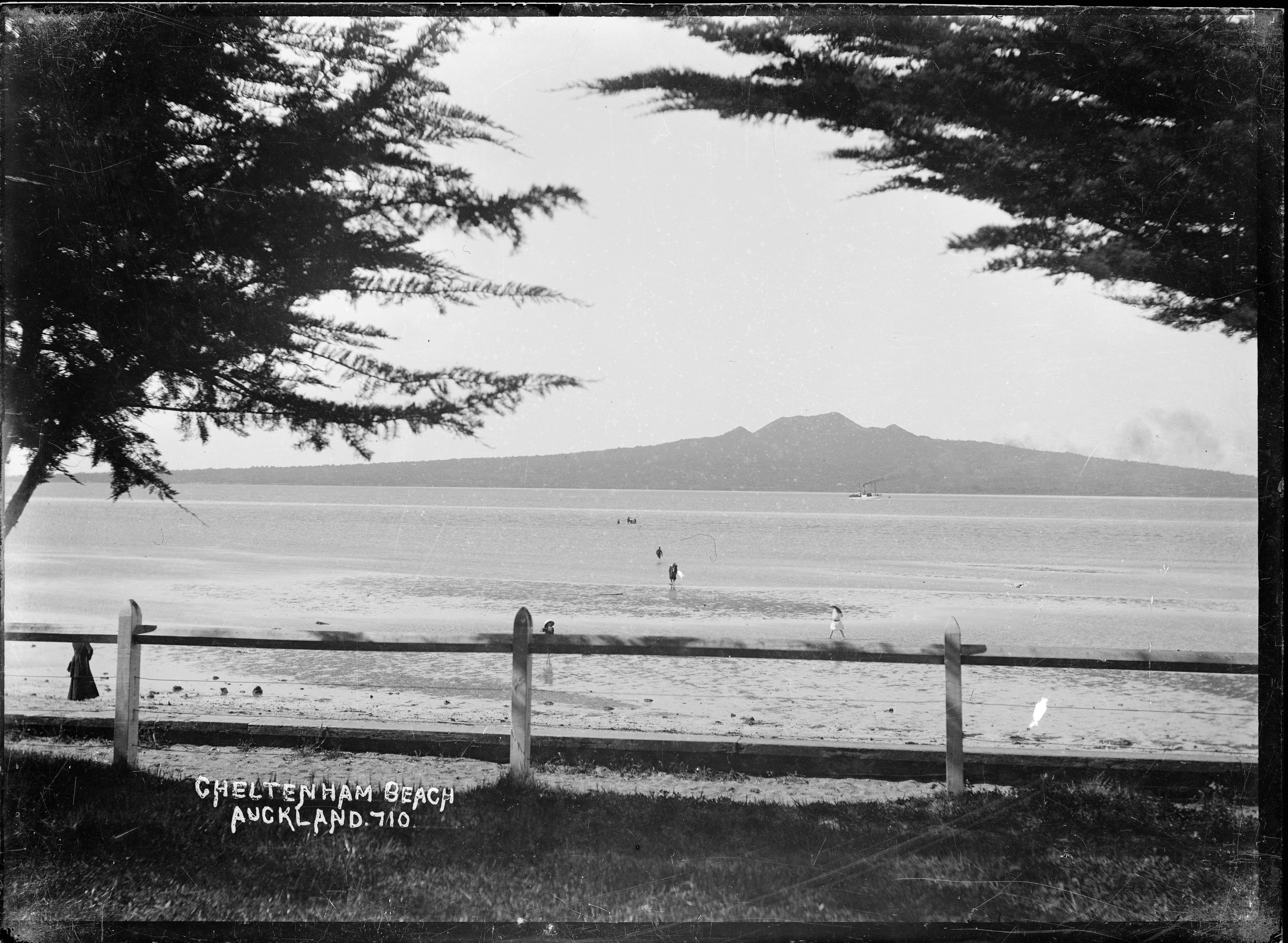
Вид на острів Рангітото з пляжу Челтнем, Девонпорт, прибл. 1908

З 1925 по 1936 рік ув'язнені будували дороги на острові та трасу до вершини. Бухта Іслінгтон утворилася в південно-східній частині острова. Раніше відома як «Бухта п'яних», вона використовувався як місце для протверезіння п'яних екіпажів перед тим, як вони ризикнули вийти із затоки в море. Бухта використовується власниками човнів Окленда як притулок, оскільки вона досить захищена від переважаючих південно-західних вітрів.
Військові об'єкти були побудовані під час Другої світової війни для підтримки оборони гавані Окленда та для розміщення військ США або зберігання морських мін. Найбільш відвідуваним залишком цих споруд є старий спостережний пост на вершині вулкана. Північний берег острова використовувався як місце руйнування старих списаних кораблів, і залишки кількох затонулих кораблів все ще видно під час відпливу. Принаймні 13 кораблів зазнали аварії з 1887 року, останнім був колишній «Веллінгтон» і, пізніше, паром «Ваїгікі», «Герцогиня» у червні 1947 року (збудована 1897 року — каркас залізної палуби залишався до 2014 року). Інші кораблі включаючи «Ngapuhi» (1900 — її корма залишилася до 2014), «Jubilee» (1857), «Arapawa» (1908), «Rothesay Bay» (1877), «Gladbrook» (колишня «Графиня Англеса» 1877), «Elinor Vernon» (1876), «Polly» (колишн. «Skovland» 1891), «Колумбія» (1899 — частина кіля і шпангоут залишилися до 2014), «Дартфорд» (1877) і «Рарава» (1903 — носова частина, каркас, залізна обшивка і корма з двома корпусами гребного вала були видні над відміткою низької води до 2014 року).
Бачі (невеликі будиночки для відпочинку) були побудовані навколо краю острова в 1920-1930-х роках. Законність їхнього існування була сумнівною з самого початку, і будівництво подальших бачів було заборонено в 1937 році. Більшість з них було знесено через заборону та тому, що острів став мальовничим заповідником. Однак 30 із 140 будиночків залишаються станом на  2010, і деякі з них зберігаються, щоб показати, яким був острів, колись він міг похвалитися постійною спільнотою з кількох сотень людей, у тому числі багатьох дітей. Будинки включали деякі більш постійні споруди, як-от басейн з морською водою, побудований з видобутого каменю працею каторжників, розташований поблизу нинішньої поромної пристані.

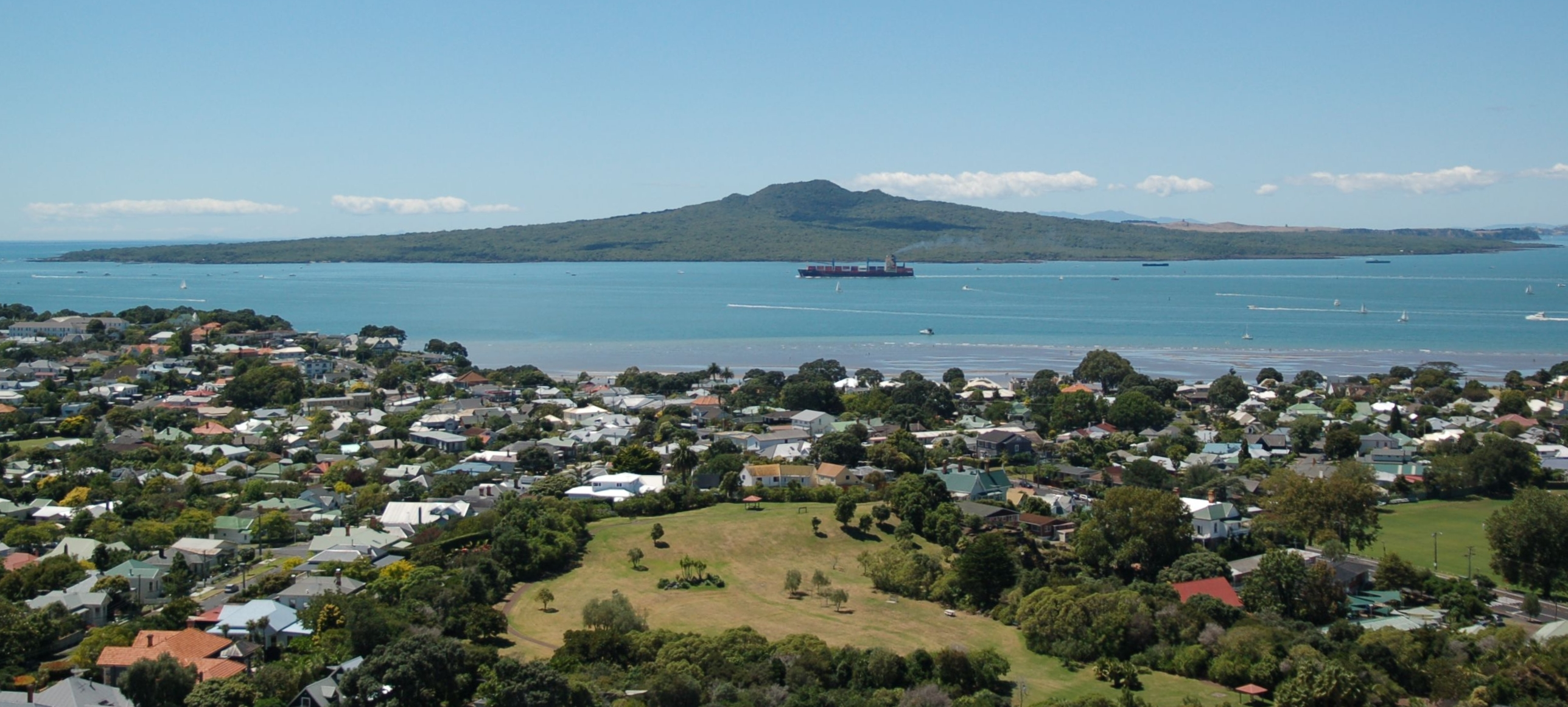
Вид з гори Вікторія. Острів знаходиться недалеко від берега Окленда.

## Доступ і туризм
Регулярні поромні перевезення та екскурсії по острову на тягачі надає туристична компанія «Фуллерс» із центрального ділового району міста Окленд. Дощатий настил із приблизно 300-ми сходинками дозволяє відвідувачам дістатися до вершини та насолодитися видом на зарослий лісом кратер. Відстань до вершини 2,4 кілометри, що становить годину ходьби прямим маршрутом.
Альтернативою пішим прогулянкам є наземний потяг, рух якого узгоджений з рейсами порома, він доставляє відвідувачів до місця, яке розташоване недалеко від вершини. Також доступні морські прогулянки на каяках з материка на острів.
На острові немає кемпінгів, хоча є кемпінг у Гоум-Бей на східному узбережжі сусіднього острова Мотутапу.

## Нотатки
1. ↑  U-Th-Ra підпис — це співвідношення ізотопів U-Th-Ra (уран-торій-радій). А аналіз цього співвідношення у зразках невідомої вікової категорії породи зі зразками відомої вікової категорії, допомагає вченим визначити приблизний вік тої чи іншої породи. В даному випадку порівняння співвідношення кількісного перевищення ізотопу 226Ra (ізотоп 230Th розпадається до ізотопу 226Ra) над ізотопом 230Th в цих двох зразках, і, що важливо, ці два зразки не відрізнялися один від одного за своїм ізотопним складом U-Th-Ra, тому це дало змогу припустити що обидва зразки приблизно однієї вікової категорії[19].
2. ↑  1080 — торгова марка синтетичної форми фторацетату натрію, який використовується в Новій Зеландії для боротьби з популяціями опосумів, пацюків, горностаїв і кроликів, які є інвазивними видами в навколишньому середовищі Нової Зеландії.
3. ↑  «Під горою» — дитяча книга 1979 року новозеландського письменника Моріса Гі. Вона була адаптована до телевізійного міні-серіалу 1981 року, фільму та сценічного шоу 2009 року.